# Izabelin B
Izabelin B – wieś położona w województwie mazowieckim, w powiecie warszawskim zachodnim, w gminie Izabelin. Ma status sołectwa.
Izabelin B wraz ze wsią Izabelin C tworzą nieformalny zespół wsi potocznie zwany Izabelinem.
Populacja Izabelina B stanowi 9,9% populacji gminy (dane na rok 2008).